# Arkadiusz Borzdyński
Arkadiusz Borzdyński ur.14 września 1993 w Czarnkowie – polski piosenkarz, kompozytor i tekściarz, aktor scen muzycznych.

## Życiorys
Ukończył Liceum Ogólnokształcące w Trzciance oraz Szkołę Muzyczną im. F. Chopina w Pile w klasie fortepianu. Absolwent Akademii Muzycznej w Gdańsku, wydział Wokalno-Aktorski, specjalność: musical oraz wydział Dyrygentury Chóralnej, Muzyki Kościelnej, Edukacji Artystycznej, Rytmiki i Jazzu. Na dużej scenie zadebiutował w musicalu Gorączka Sobotniej Nocy w Teatrze Muzycznym w Gdyni w 2018 roku.
Aktor scen muzycznych, występował w takich musicalach jak: Gorączka Sobotniej Nocy (Teatr Muzyczny w Gdyni), Pretty Woman ( Teatr Muzyczny w Łodzi), Jezus Christ Superstar (Teatr Rampa w Warszawie), Tajemnica Tomka Sawyera(Scena Relax w Warszawie), Śpiewak Jazzbandu (Teatr Żydowski w Warszawie), West Side Story (Opera i Filharmonia Podlaska), Błękitny Zamek w Mazowieckim Teatrze Muzycznym.
Jest twórcą  choreografii w  "Tajemnica Tomka Sawyera" oraz "Małe Zbrodnie Małżeńskie" wystawianych na Scenie Relax w Warszawie.
W 2020 roku otworzył studio rozwoju muzycznego w Warszawie - "Czarno Na Białych", pod tym szyldem prowadzone są lekcje śpiewu, aktorstwa oraz zespoły wokalne. Prowadzi także internetowy kontent wokalny na platformach TikTok i YouTube pod szyldem Czarno Na Białych, gdzie dzieli się swoją wiedzą na temat wokalistyki.
Debiutancką epkę wydał pod pseudonimem ARKADIUSZ, zatytułowaną "RetroSpekcja". Zawiera ona utwory: "Uśpieni", "Na Marginesie", "Klepsydra", "RetroSpekcja"oraz "RandeW". W lutym 2022 roku ukazał się jego pierwszy singiel "Klepsydra" promujący epkę RetroSpekcja. Utwór został stworzony we współpracy z Mateuszem Krautwurstem, który odpowiedzialny jest za produkcję utworu. Kolejny utwór "Uśpieni" ukazał się jesienią 2022 roku. Ten i kolejne utwory to efekt współpracy  ze Swiernalisem i wytwórnią muzyczną Delphy Records.  Z jego trzecim singlem "Na Marginesie" zadebiutował na scenie programu Dzień Dobry TVN w 2023 roku.
Finalista programu Szansa Na Sukces Opole 2023.

## Dyskografia
Albumy
| Rok  | Dane dot. albumu |
| ---- | --- |
| 2023 | RetroSpekcja (Epka) - Wydany: 25 lutego 2023 - Wytwórnia: Delphy Records - Dystrybucja cyfrowa: Agora Digital Music - Format: CD, digital download, streaming |

Single
| Rok  | Tytuł           | Album        |
| ---- | --------------- | ------------ |
| 2025 | "Plan"          |              |
| 2024 | "Boomer"        |              |
| 2023 | "RandeW"        | RetroSpekcja |
| 2023 | "RetroSpekcja"  | RetroSpekcja |
| 2023 | „Na Marginesie” | RetroSpekcja |
| 2022 | "Uśpieni"       | RetroSpekcja |
| 2022 | "Klepsydra"     | RetroSpekcja |
| 2021 | "Wojenny Stan"  | --           |
| 2019 | "Modlitwa"      | --           |
| 2018 | "Dziki blask"   | --           |